# Cèsar Pi-Sunyer
Cèsar Pi-Sunyer i Bayo (Rosas, 24 de agosto de 1905 - Ciudad de México, noviembre de 1997) fue un destacado bioquímico, profesor universitario y académico español, nacionalizado mexicano durante su exilio.

## Biografía
Hijo de August Pi i Sunyer y hermano de Pere Pi-Sunyer i Bayo, se licenció en Farmacia en la Universidad de Barcelona en 1927, doctorándose en 1931 en la Universidad de Madrid con la tesis Estudios sobre el metabolismo intermediario animal y vegetal de los hidratos de carbono. Después, pensionado por la Junta de Ampliación de Estudios, viajó a Alemania, donde realizó estudios de posgrado en los Institutos de Farmacia, Bioquímica, Patología y Biología de la Universidad de Berlín durante dos años.
A su regreso a España empezó como asistente en el laboratorio de bioquímica del Instituto de Fisiología de Barcelona, donde permaneció durante toda la Segunda República (1931-1939) y llegó a ser jefe de laboratorio; además de profesor de bioquímica en la Universidad Autónoma de Barcelona y secretario de la Sociedad Catalana de Biología desde 1933. Durante estos años participó en diferentes congresos en Madrid, Barcelona, y en 1935 permaneció un tiempo en Budapest para conocer los avances realizados sobre el proceso de obtención de la insulina inyectable. Durante la Guerra Civil siguió trabajando, también como jefe de laboratorio del Hospital Militar de Barcelona.
Días antes de terminar la guerra en 1939, cruzó con otros miles de refugiados la frontera francesa el 5 de febrero, y poco después se embarcó camino del exilió en México. Llegó al puerto de Veracruz el 1 de junio. Dos años después, adquirió la nacionalidad mexicana. Allí compaginó las actividades profesionales como director de la empresa Laboratorios Químicos SA, con la presidencia del Institut Català de Cultura (1975-1978) y del Orfeón Catalán de México (1971-1974), y colaboró en las revistas catalanas Quaderns de l'Exili, Nova Revista, Pont Blau y Xaloc de México, así como con Vida Nova, editada en la ciudad francesa de Montpellier. Fue miembro de la American Chemical Society y en 1981, superada la dictadura, fue nombrado académico de la Real Academia de Medicina de Cataluña En 1984 fue galardonado con el Premio Creu de Sant Jordi por la Generalidad de Cataluña.

## Obras
Del conjunto de sus obras, destacan:
- Metabolismo intermediario de los hidratos de carbono (1932)
- El complex vitamínic B (1933)
- Curs de bioquímica i fisiologia de la contracció muscular (1934)
- Descarboxilació biològica de la histidina a histamina (1954)
- La bioquímica dels hidrats de carboni (1966)

Además, tradujo del alemán al español, al catalán y al inglés, diversos manuales sobre química, bioquímica y farmacia; también fue un prolífico autor de artículos en revistas y publicaciones científicas, así como de diversos ensayos y semblanzas sobre el exilio, las figuras prominentes de la ciencia europea y de la cultura española y catalana.